# Aleksandr Pansjin
Aleksandr Nikititj Pansjin (russisk: Александр Никитич Паншин ; født 27. september 1863 i Sestroretsk, død 17. november 1904 smst.) var en russisk skøjtehurtigløber og kunstskøjteløber. Han blev den første uofficielle verdensmester i hurtigløb, da han vandt i 1889, lige som han vandt flere europamesterskaber i denne sportsgren. Som kunstskøjteløber blev han den første russiske mester og vandt denne titel hvert år i perioden 1897-1900.